# Johnny B. Isotamm
Johnny B. Isotamm (eigentlich Jaan Isotamm; * 19. Oktober 1939 in Tartu; † 2. Juni 2014) war ein estnischer Lyriker.

## Leben und Werk
Johnny B. Isotamm wurde 1956 von den sowjetischen Behörden verhaftet. Ihm wurde die Mitgliedschaft in einer nationalistischen estnischen Studentenorganisation vorgeworfen. Sieben Jahre verbrachte er in einem Zwangsarbeitslager in der Autonomen Sozialistischen Sowjetrepublik Mordwinien.
Nach seiner Freilassung ließ er sich in Tartu nieder. Von 1969 bis 1988 war er als Nachtwächter angestellt. Erst in der Zeit der Perestroika konnte er wieder frei einem Beruf nachgehen. Er wurde Redakteur bei der estnischen Zeitschrift Akadeemia. Isotamm blieb ein Rebell, Querdenker und Nonkonformist.
Isotamm schrieb seit Mitte der 60er Jahre Gedichte, Kurzprosa und Publizistik. Ab 1968 erschienen seine Arbeiten in estnischen Zeitschriften wie Looming, Noorus, Vikerkaar und Kultuur ja Elu. 1971 wurde sein Gedichtzyklus Mees tänavalt veröffentlicht, 1972 die Anthologie Tekstiraamat und 1999 Mina, Johnny B. mit Gedichten der Jahre 1967–1974.
Im Jahr 2000 erhielt Isotamm den Kulturpreis der Republik Estland.